# Euphyia bichromata
Euphyia bichromata är en fjärilsart som beskrevs av Achille Guenée 1858. Euphyia bichromata ingår i släktet Euphyia och familjen mätare. Inga underarter finns listade i Catalogue of Life.